# Municipio de Cleburne (condado de Phillips)
El municipio de Cleburne (en inglés: Cleburne Township) es un municipio ubicado en el condado de Phillips en el estado estadounidense de Arkansas. En el año 2010 tenía una población de 660 habitantes y una densidad poblacional de 11,23 personas por km².

## Geografía
El municipio de Cleburne se encuentra ubicado en las coordenadas 34°36′32″N 90°41′27″O / 34.60889, -90.69083. Según la Oficina del Censo de los Estados Unidos, el municipio tiene una superficie total de 58.77 km², de la cual 58,7 km² corresponden a tierra firme y (0,12 %) 0,07 km² es agua.

## Demografía
Según el censo de 2010, había 660 personas residiendo en el municipio de Cleburne. La densidad de población era de 11,23 hab./km². De los 660 habitantes, el municipio de Cleburne estaba compuesto por el 49,7 % blancos, el 49,39 % eran afroamericanos, el 0,45 % eran de otras razas y el 0,45 % eran de una mezcla de razas. Del total de la población el 0,91 % eran hispanos o latinos de cualquier raza.